# 16 marzo (single)
16 marzo est un single du chanteur auteur-compositeur-interprète italien Achille Lauro, sorti le  3 avril 2020 et issue de la réedition de son album 1969 : 1969 Achille Idol Rebirth.
Le titre, en partie composée par le DJ italien Gow Tribe, a été certifiée disque de platine en Italie.

## Clip-vidéo
Le clip vidéo, lequel met en scène l'actrice italienne Benedetta Porcaroli en tant que protagoniste, est sorti le 16 avril 2020 sur la chaîne YouTube d'Achille Lauro.

## Crédits
Les musiciens
- Achille Lauro - voix
- Marco Lancs - batterie
- Gregorio Calculli - guitare
- Gow Tribe - programmation
- Frenetik & Orang3 - programmation

Production
- Achille Lauro - production
- Gow Tribe - production
- Frenetik & Orang3 - production
- Riccardo Kosmos - production supplémentaire
- Marco Lancs - production supplémentaire
- Pino Pinaxa Pischetola - Aide au mixage

## Classement Hebdomadaire[Laquelle ?]
| Classement (2020) | Meilleure Position |
| ----------------- | ------------------ |
| Italie FIMI       | 9                  |
| Italie iTunes     | 1                  |

| Classement (2020) | Meilleure position |
| ----------------- | ------------------ |
| Luxembourg        | 15                 |
| Portugal          | 22                 |
| Slovenie          | 63                 |

| Classement (2020) | Place |
| ----------------- | ----- |
| Italie            | 78    |